# Blumbang (Tawangmangu)
Blumbang is een bestuurslaag in het regentschap Karanganyar van de provincie Midden-Java, Indonesië. Blumbang telt 3647 inwoners (volkstelling 2010).